# Alfred Walterspiel
Alfred Walterspiel (* 11. Mai 1881 in Steinbach bei Baden-Baden; † 8. Mai 1960 in München) war ein  deutscher Koch, Gastronom und Hotelier, verbunden vor allem mit dem Hotel Vier Jahreszeiten in München, das er von 1926 bis 1960 führte.

## Leben und Wirken

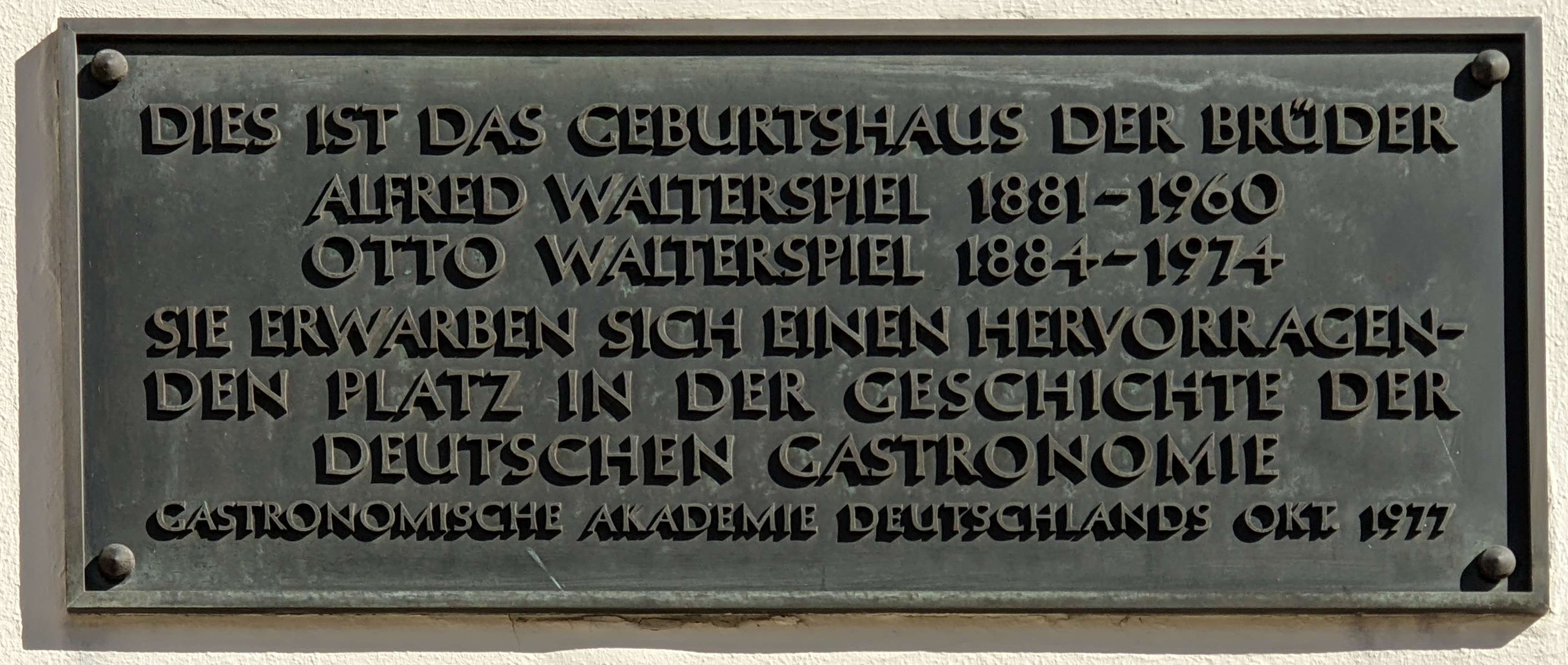
Walterspiel Gedenktafel in Baden-Baden

Nach seiner Ausbildung in Baden als Konditor und Koch arbeitete er um 1900 im Hotel-Restaurant Erbprinz in Ettlingen und in führenden Restaurants in Cannes, Stockholm, St. Petersburg und London in verantwortlichen Positionen. 
In Berlin war er Küchenchef im Hotel Kaiserhof, zu dem  auch das Hotel Atlantic in Hamburg gehörte. Dort eröffnete er 1909 das Restaurant Pfordte. 1910 leitete er auch das deutsche Restaurant auf der Weltausstellung in Brüssel. 1911 kaufte er von Louis Adlon das Restaurant Hiller in Berlin, das ihm in kurzer Zeit Berühmtheit verschaffte. Gleichzeitig begann seine jahrzehntelange Partnerschaft mit seinem jüngeren Bruder Otto Walterspiel (1884–1974). Das Restaurant Hiller musste 1917 aufgrund des kriegsbedingt unzeitgemäßen Luxusbetriebes geschlossen werden.

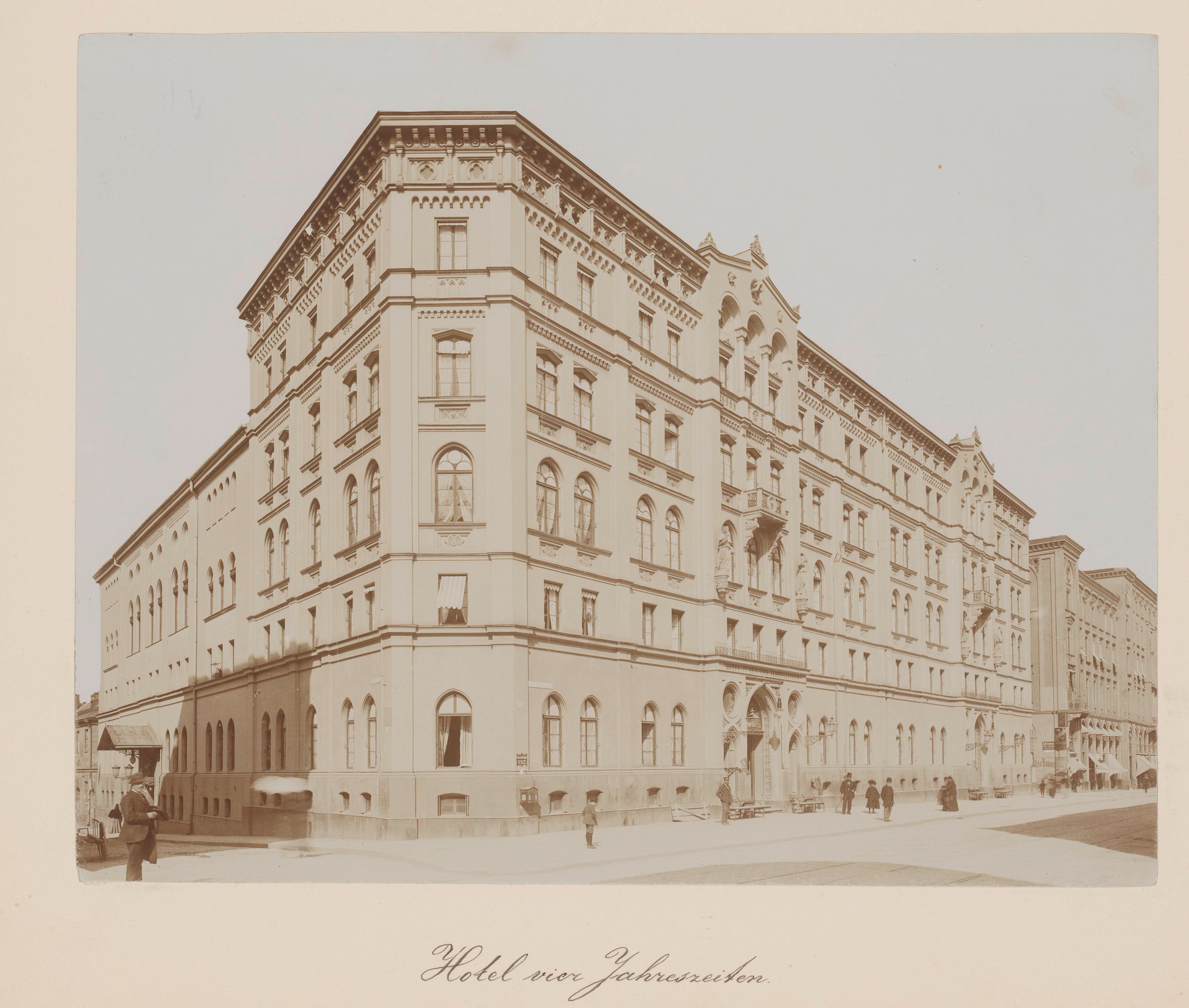
Hotel Vier Jahreszeiten um 1910

1922 zogen beide Brüder nach München und führten dort in der Fürstenstraße ihr bekanntes Restaurant Walterspiel. 1926 erwarben sie das Hotel Vier Jahreszeiten in München. Sowohl das Restaurant als auch das Hotel Vier Jahreszeiten galten unter ihrer Leitung in Europa als „erste Adresse“, auch dank der Kochkunst Alfred Walterspiels.
Auch während der Zeit der Nationalsozialistischen Herrschaft blieb das Hotel „ein offenes Haus“ ohne Restriktionen für seine internationalen Gäste. Im Zweiten Weltkrieg wurde das Gebäude schwer beschädigt, 1944 brannten alle bis auf den direkt an der Maximilianstraße gelegenen Gebäudeflügel vollständig aus. Ende 1947 erhielten die Brüder Walterspiel von der Besatzung die Erlaubnis zum Wiederaufbau des Hotels. Das Restaurant Walterspiel wurde 1950 wieder eröffnet. 
Als Alfred Walterspiel 1960 starb, wurden seine Söhne Georg (1921–1999) und Klaus Walterspiel Geschäftsführer. Alfred Walterspiels Neffe Karl-Theodor Walterspiel (1933–2000) wurde 1968 Geschäftsführer des Hotel Atlantic in Hamburg.
Auch nach seinem Tod wurde das Restaurant Walterspiel weitergeführt und gehörte 1966 zu den 66 Häusern, die im ersten deutschen Guide Michelin mit einem Stern ausgezeichnet wurden. Von 1970 bis 1980 kochte Dieter Biesler im Walterspiel. 2014 wurde es als Restaurant Schwarzreiter eröffnet, das von 2018 bis 2022 mit einem Michelinstern ausgezeichnet wurde.

## Schriften
- Meine Kunst in Küche und Restaurant, Eigenverlag 1952, Süddeutscher Verlag 1963, Deutscher Taschenbuch-Verlag 1987, ISBN 3-423-01713-9.
- Otto Walterspiel: Ein offenes Haus: Meine Kindheit im Hotel Vier Jahreszeiten, ISBN 978-3431038606. Erinnerungen von Alfred Walterspiels Neffen Otto Walterspiel (* 1927).[12]